# Печиводська сільська рада
Печи́водська сільська́ ра́да — адміністративно-територіальна одиниця та орган місцевого самоврядування у Славутському районі Хмельницької області. Адміністративний центр — село Печиводи.

## Загальні відомості
Печиводська сільська рада утворена в 1991 році.
- Територія ради: 14,69 км²
- Населення ради: 580 осіб (станом на 2001 рік)
- Територією ради протікає Корчик

## Населені пункти
Сільській раді підпорядковані населені пункти:
- с. Печиводи
- с. Шагова

## Склад ради
Рада складається з 12 депутатів та голови.
- Голова ради:
- Секретар ради: Ткачук Галина Леонідівна

### Керівний склад попередніх скликань
| Прізвище, ім'я, по батькові | Основні відомості                                                 | Дата обрання | Дата звільнення |
| --------------------------- | ----------------------------------------------------------------- | ------------ | --------------- |
| Галай Тетяна Петрівна       | Сільський голова, 1961 року народження, освіта вища, позапартійна | 26.03.2006   | 31.10.2010      |
| Галай Тетяна Петрівна       | Сільський голова, 1961 року народження, освіта вища, позапартійна | 31.10.2010   | 03.08.2014      |

Примітка: таблиця складена за даними сайту Верховної Ради України

### Депутати
За результатами місцевих виборів 2010 року депутатами ради стали:

#### За суб'єктами висування
| Суб'єкт висування | Кількість обраних депутатів | %    |
| ----------------- | --------------------------- | ---- |
| Самовисування     | 6                           | 50   |
| Народна партія    | 5                           | 41,7 |
| Єдиний Центр      | 1                           | 8,3  |

#### За округами
| № округу       | Прізвище, ім'я, по батькові    | Дата визнання обраним | Освіта  | Партійна приналежність | Відомості про обраного депутата              |
| -------------- | ------------------------------ | --------------------- | ------- | ---------------------- | -------------------------------------------- |
| Єдиний Центр   |                                |                       |         |                        |                                              |
| 11             | Задворна Іванна Степанівна     | 01.11.2010            | вища    | член Єдиного Центру    | тимчасово не працює                          |
| Народна Партія |                                |                       |         |                        |                                              |
| 1              | Подзерей Леонід Онисимович     | 01.11.2010            | вища    | позапартійний          | пенсіонер                                    |
| 2              | Санчук Тетяна Петрівна         | 01.11.2010            | середня | позапартійна           | тимчасово не працює                          |
| 3              | Басюк Тетяна Володимирівна     | 01.11.2010            | середня | позапартійна           | тимчасово не працює                          |
| 5              | Ткачук Галина Леонідівна       | 01.11.2010            | вища    | позапартійна           | Печиводська радасільська, секретар           |
| 7              | Захарчук Галина Констянтинівна | 01.11.2010            | середня | позапартійна           | тимчасово не працює                          |
| Самовисування  |                                |                       |         |                        |                                              |
| 4              | Тертична Любов Олексіївна      | 01.11.2010            | середня | позапартійна           | тимчасово не працює                          |
| 6              | Чорнолоз Микола Федорович      | 01.11.2010            | вища    | позапартійний          | тимчасово не працює                          |
| 8              | Ярмолюк Галина Петрівна        | 01.11.2010            | середня | позапартійна           | тимчасово не працює                          |
| 9              | Михасик Любов Семенівна        | 01.11.2010            | вища    | позапартійна           | Печиводська загальноосвітня школа, иректор д |
| 10             | Ільчук Олена Михайлівна        | 01.11.2010            | вища    | позапартійна           | Печиводська загальноосвітня школа, вчитель   |
| 12             | Ларенюк Людмила Миколаївна     | 01.11.2010            | середня | позапартійна           | тимчасово не працює                          |

## Господарська діяльність
Основним видом господарської діяльності сільської ради є сільськогосподарське виробництво.

## Населення
За переписом населення України 2001 року в сільській раді мешкало 579 осіб.

### Мова
Розподіл населення за рідною мовою за даними перепису 2001 року:
| Мова       | Відсоток |
| ---------- | -------- |
| українська | 99,83 %  |
| російська  | 0,17 %   |